# 9108 Toruyusa
A 9108 Toruyusa (ideiglenes jelöléssel 1997 AZ6) a Naprendszer kisbolygóövében található aszteroida. Takao Kobajashi fedezte fel 1997. január 9-én.